# 中小企業家同友会全国協議会
中小企業家同友会全国協議会（ちゅうしょうきぎょうかどうゆうかいぜんこくきょうぎかい、略称：中同協、英: The National Conference of the Association of Small Business Entrepreneurs）とは、日本各地の中小企業の経営者を会員として組織される経済団体。本部は東京都に置く。機関紙は「中小企業家しんぶん」（月3回発行、タブロイド判8頁 発行部数約5万部）と「中同協」（年2回発行、A4判）。

## 概要
前身は1957年に設立された日本中小企業家同友会である。1969年に中小企業家同友会全国協議会が結成された。現在の活動は全国47都道府県に拡大し、全ての都道府県に加盟組織を持つ。
理念は中小企業経営者の集まりとして「自主・民主・連帯」を重んじて、労使協調に励み、その企業活動が国民や地域社会に貢献することで社会的責任を果たすことを目的としている。
女性経営者の交流会を毎年1回各地の都道府県の加盟団体の持ち回りで行っている。2022年の全国交流会は島根県中小企業家同友会が主催する形で6月に島根県松江市で開催され、全国から560人が参加した。
調査活動として「同友会景況調査報告」を実施して、年4回発行している。毎年「企業環境研究年報」を発行している。

## 事業内容

### 主な活動・取り組み[4]
- 中小企業の経済団体としての調査活動。それを踏まえた提言活動、行政や政治への陳情、出版活動の実施など。
- 共同で求人活動や社員教育を実施する。
- 地域や異業種との交流活動の実施。
- 労使の間での信頼関係の醸成及び障害者、高齢者、女性が働きやすい環境を作る。

## 政党との関係
- 「自主・民主・連帯」を標語とするが、特定の政党と特別な関係を持たず、会の目標を達成するため様々な政党と分け隔てなく交流するとしており、推薦等の選挙活動は行わないとしている。[5]
- 新型コロナに関する要望活動では、自由民主党、公明党、立憲民主党、国民民主党、日本共産党、社会民主党、日本維新の会の議員と懇談している。[6]

## 関係団体
- 商工会議所・商工会 - 類似団体
- 全国中小企業団体中央会（全国中央会） - 類似団体
- 全国商工団体連合会（全商連） - 類似団体
- 経済同友会（同友会） - 類似する名称の団体だが、大手企業が主体。